# Distretto 2 (Liberia)
Il distretto 2 è un distretto della Liberia facente parte della contea di Grand Bassa.